# Halsviksravinen
Halsviksravinen este o arie protejată (arie specială de conservare — SAC, sit de importanță comunitară — SCI) din Suedia întinsă pe o suprafață de 63,2 ha, integral pe uscat.

## Localizare
Centrul sitului Halsviksravinen este situat la coordonatele 62°55′27″N 18°26′02″E / 62.9241°N 18.4338°E.

## Înființare
Situl Halsviksravinen a fost declarat sit de importanță comunitară în ianuarie 1998 pentru a proteja 1 specie de plante. Situl a fost protejat și ca arie specială de conservare în martie 2011.

## Biodiversitate
Situată în ecoregiunile boreală și marină baltică, aria protejată conține 5 habitate naturale: Mlaștini alcaline, Păduri fino-scandinave bogate în ierburi cu Picea abies, Păduri caducifoliate de mlaștină fino-scandinave, Păduri naturale în etape succesive primare ale suprafețelor emergente de coastă, Taiga vestică.
La baza desemnării sitului se află o specie protejată de  plante: Herzogiella turfacea.